# Urodziny młodego warszawiaka
Urodziny młodego warszawiaka – polski film wojenny z 1980 roku na podstawie powieści Młodego warszawiaka zapiski z urodzin Jerzego Stefana Stawińskiego. Film przedstawia cztery rocznice urodzin głównego bohatera, obejmując lata 1938-1944.

## Obsada
- Piotr Łysak − Jerzy Bielecki
- Andrzej Łapicki − Stanisław Bielecki, ojciec Jerzego
- Jolanta Grusznic − Teresa
- Gabriela Kownacka − Jadźka, żona ojca Jerzego
- Hanna Skarżanka − babcia Jerzego
- Kazimierz Kaczor − Karczewski
- Roman Frankl − Ziemowit, kolega Jerzego
- Tomasz Zaliwski − Walczak
- Arkadiusz Bazak − Gustaw, dowódca Jerzego w AK
- Krzysztof Chamiec − pułkownik
- Witold Pyrkosz − Antoni Jakubowicz
- Helena Dąbrowska − kobieta prowadząca budkę z bimbrem
- Jacek Kałucki − podkomendny Ziemowita
- Tadeusz Chudecki − Krzysztof, kolega Jerzego
- Jacek Borkowski − porucznik tańczący z Jadźką
- Karl Sturm − oficer niemiecki w domu ojca